# Iresine paniculata
Iresine paniculata är en amarantväxtart som beskrevs av Jean Louis Marie Poiret. Iresine paniculata ingår i släktet Iresine och familjen amarantväxter. Inga underarter finns listade i Catalogue of Life.